# 鹿渡町
鹿渡町（かどまち）は、秋田県山本郡にあった町。現在の三種町南西部にあたる。本項では町制前の名称である鹿渡村（かどむら）についても述べる。

## 地理
- 山：筑紫岳、高岳山
- 湖沼：八郎潟

## 歴史
- 1889年（明治22年）4月1日 - 町村制の施行により、鹿渡村、鯉川村、天瀬川村の区域をもって鹿渡村が発足。
- 1932年（昭和7年）1月1日 - 鹿渡村が町制施行して鹿渡町となる。
- 1955年（昭和30年）4月1日 - 上岩川村と合併して琴丘町が発足。同日鹿渡村廃止。

## 交通

### 鉄道路線
- 日本国有鉄道
  - 奥羽本線
    - 鯉川駅 - 鹿渡駅

### 道路
- 国道7号

現在は琴丘能代道路の八郎湖サービスエリア、琴丘森岳インターチェンジが所在するが、当時は未開業。

## 著名出身者
- 沢風富治 (力士)